# Svatojiřské přípisky
Svatojiřské přípisky označují tři posměšné charakteristiky připsané ke třem z dohromady šesti jednoduchým perokresebným karikujícím portrétům, které byly připojeny na prázdná místa na stránkách procesionálu svatojiřského (rukopis Národní knihovny ČR, VI.G.15.) na přelomu 13. a 14. století. Vznik knihy se klade většinou do poslední třetiny 13. století, vznik přípisků a karikatur je méně jednoznačný. Dnes je vcelku přijímaný výklad, který podala Zdeňka Hledíková, podle kterého byl procesionál jeptiškami od sv. Jiří zapůjčen do kapitulní školy u sv. Víta, kde některý z žáků karikoval své učitele (Hledíková zejména upozorňuje, že písmo je listinné, kurzíva, přičemž jeptišky, které sice byly nejspíš gramotné, ale nepsaly běžně, by takovouto ruku neměly).

## Text přípisků
Transliterace:
- [ folio 137r] Aldik craſen iako angelik ie[n]ſ v blati ze vale [pokračuje věta odlišnou rukou] u tet angelic imyeſe lokti ptilik[p 1]
- [143r] berhel zoci[us] viti Scerni yaco Zmek
- [145v] Lecctor vituz Necraſni[p 2] Curbizin

Transkripce:
- Aldík krásen jako anjelík, jenž u blátě se válé. Tet anjelík jmieše lokty, ptilík[p 3].
- Berhel, socius Viti, černý jako zmek.
- Lector Vitus nekrásný kurvy syn.